# Vrijdagmarkt (Gent)
De Vrijdagmarkt in de Belgische stad Gent is een van de oudste pleinen in de stad. Het plein is ongeveer één hectare groot en speelde een grote rol in de geschiedenis van de stad. Midden op de Vrijdagmarkt staat een standbeeld van Jacob van Artevelde, die er op 26 januari 1340 koning Eduard III van Engeland tot koning van Frankrijk uitriep en daarmee het gezag van de graaf van Vlaanderen en diens leenheer tartte. De Gentenaars organiseerden hier de blijde inkomsten van de graven van Vlaanderen. Het was hun forum en ze hielden er steekspelen. Het plein was ook het toneel van terechtstellingen en afrekeningen. 

## Geschiedenis
Bij het volgen van het graafwerk voor de ondergrondse parkeergarage, in het najaar van 1999 en in het voorjaar van 2000, werd over de gehele oppervlakte een bewoningslaag teruggevonden. Afvalkuilen, paalgaten, greppels, stookplaatsen, mestvaalten en zware natuurstenen muren wijzen naar een intense bewoning, vóór het een plein werd. Archeologisch onderzoek heeft uitgewezen dat het plein ontstond door een stedenbouwkundige ingreep tijdens de 13e eeuw. Het werd een min of meer rechthoekig plein, genivelleerd en achteraf met een dikke, turfachtige laag bedekt.

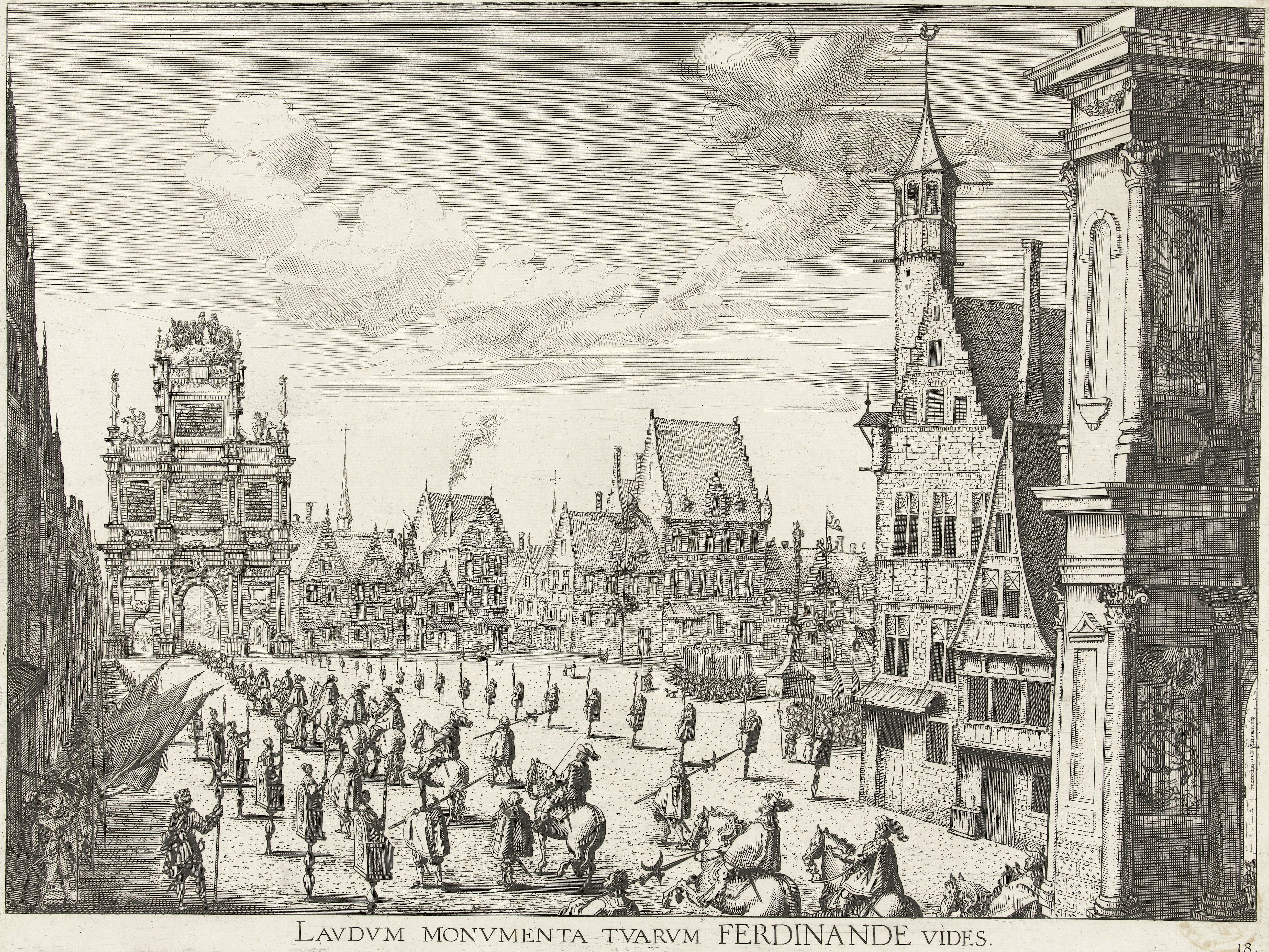
Prent van de Vrijdagmarkt in 1635

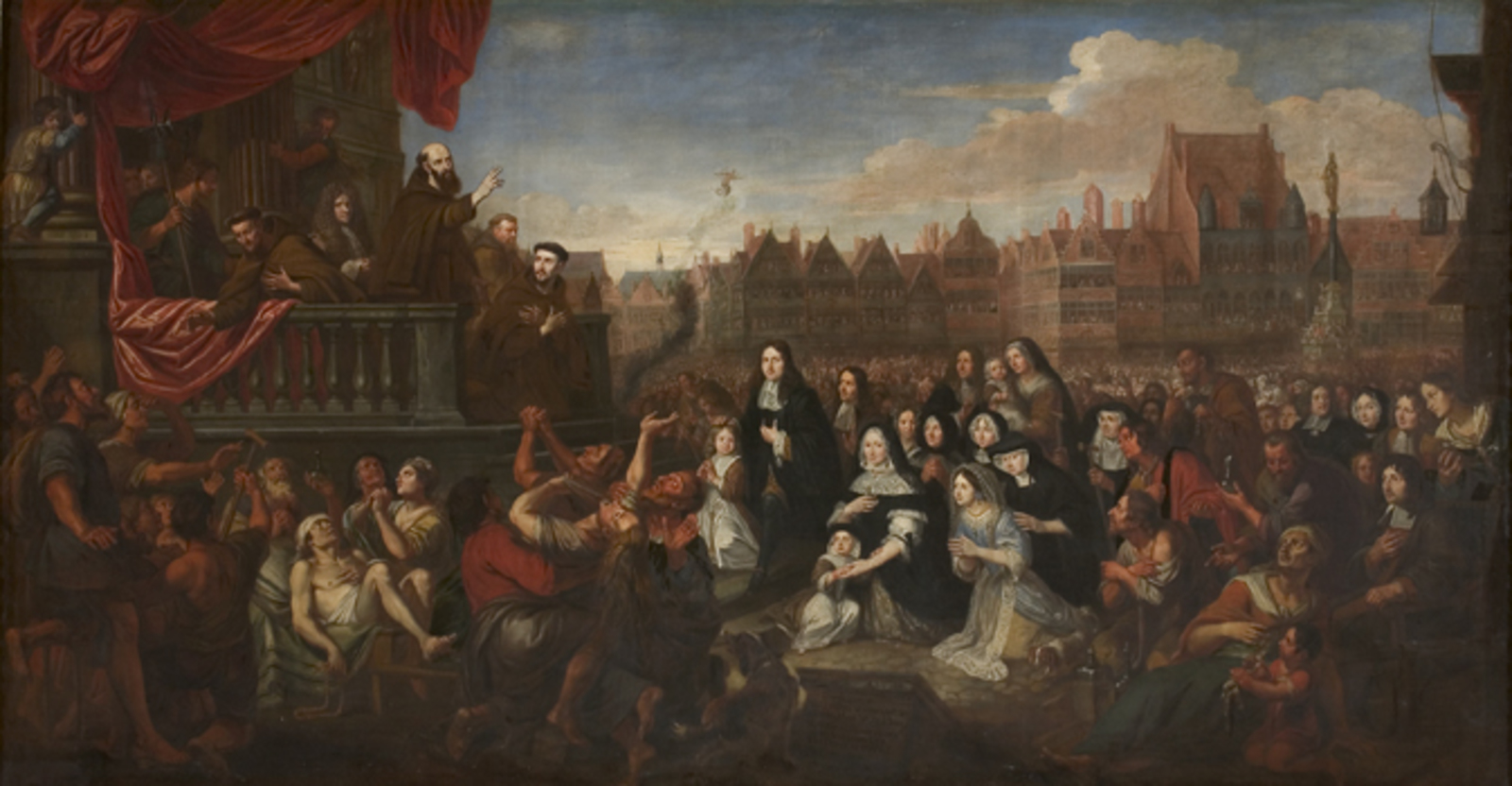
De predeking van de zalige Pater Marco d'Aviano, verz. STAM.

De “wekelijkse” markt wordt sinds 1199 op vrijdagmorgen gehouden. Hier speelde zich het grootste deel van het openbare leven af, zowel op politiek als sociaal vlak. De gewone bestemming van de Vrijdagmarkt bleef door de eeuwen heen voorbehouden aan de markten allerhande. De Vrijdagmarkt was hét plein bij uitstek voor grote volksverzamelingen en feestelijkheden en vormde het decor voor officiële ontvangsten van vorsten en andere hoogwaardigheidsbekleders, waarvoor de markt moest plaats maken.
In de middeleeuwen deden de graven van Vlaanderen hier hun talrijke blijde inkomsten en zwoeren daarbij de voorrechten van de stad te respecteren (wat ze nooit deden, tenzij onder dwang). "Blijde" omdat ze plaats hadden in vredestijd en omdat de aldus feestelijk binnengehaalde vorsten (meestal) met goede bedoelingen kwamen.
Op 26 januari 1340 riep koning Eduard III van Engeland zich op de Vrijdagmarkt uit tot koning van Frankrijk. Op het podium midden het somptueus versierde plein was zijn nieuwe wapen te zien, waarin hij de Franse lelie had geïntegreerd. Met de steun van Jacob van Artevelde vroeg hij het publiek om hem als hun koning te erkennen en nam hij de hommage van verschillende Vlaamse edelen in ontvangst. Door zijn claim op de Franse troon zo publiek te maken, luidde Eduard te Gent de effectieve start van de Honderdjarige Oorlog in.
Vijf jaar later werd de mislukking van Arteveldes politiek eveneens op de Vrijdagmarkt geïllustreerd. Op 2 mei 1345 barstte op het plein een bloedige strijd los tussen de gilden van de wevers en de volders over een loonconflict. Vele volders werden in de Leie gedreven en verdronken. Deze dag bleef in de geschiedenis bekend als Kwade Maendag, omdat toen 500 volders samen met hun deken sneuvelden.
De Vrijdagmarkt was ook het toneel van talrijke terechtstellingen. De laatste onthoofding viel in 1822 ten deel aan een zekere Lieven van Butsel, veroordeeld voor vadermoord. Eerst werd hem de rechterhand afgehakt, daarna stierf hij onder het mes van de guillotine.
In juni 1681 kwam pater Marcus d'Aviano prediken op de Vrijdagsmarkt, waarvan een schilderij is bewaard in het STAM.

## Standbeeld van Keizer Karel en Jacob Van Artevelde

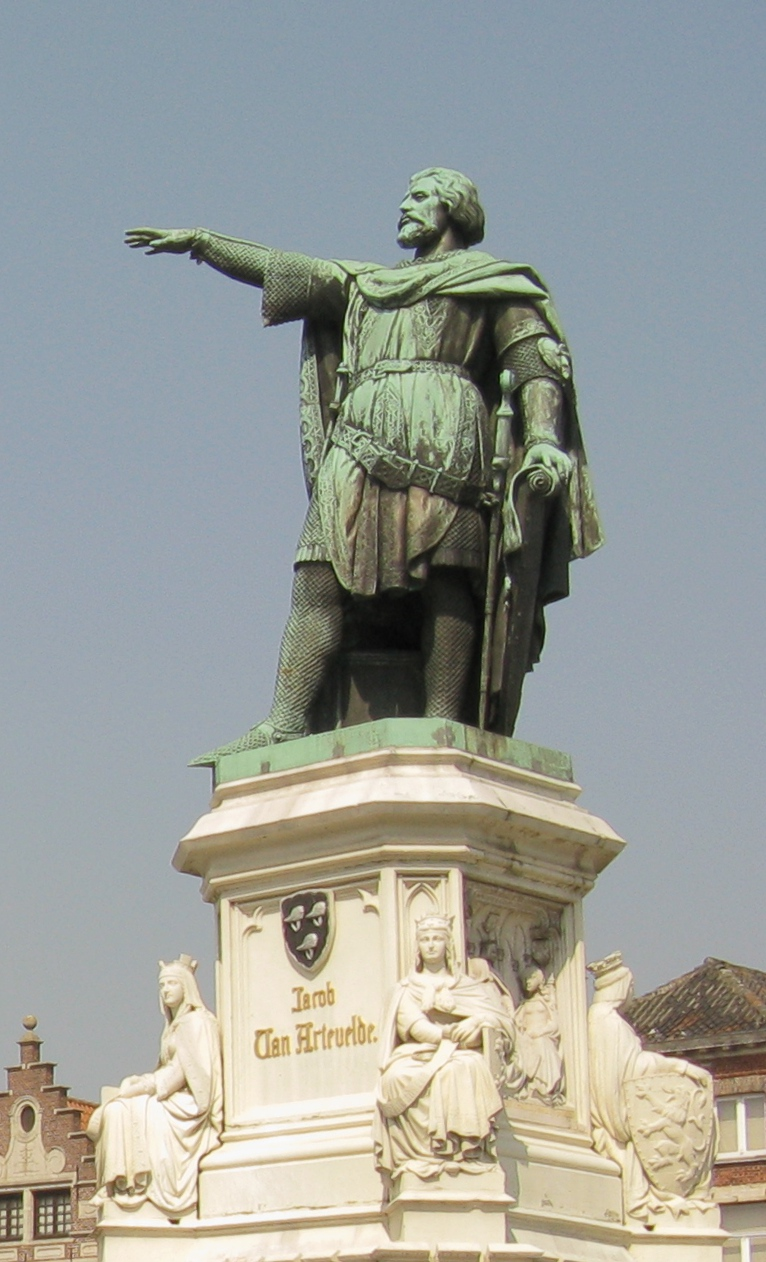
Standbeeld van Jacob Van Artevelde

Rond 1600 richt men centraal op de Vrijdagmarkt een standbeeld op voor keizer Karel V ter gelegenheid van de blijde inkomst van de aartshertogen Albrecht en Isabella. Het verguld houten beeld, symbool van de staatsmacht, werd regelmatig beklad vanwege het slechte imago dat de keizer door de Concessio Carolina had nagelaten in zijn geboortestad. Door verrotting verloor het in 1662 zijn hoofd en een nieuwe versie werd in 1717 geveld door een storm. Het standbeeld werd hersteld en in 1775 een derde keer vervangen, om in 1792 definitief te verdwijnen tijdens de Franse veldtocht in de Nederlanden.
In de 19e eeuw werd midden op de Vrijdagmarkt het standbeeld geplaatst van Jacob Van Artevelde (1290-1345), de 'beroemdste' man van Gent. Dit beeld werd in 1863 door Pieter De Vigne gemaakt voor het plein dat in de middeleeuwen zo'n belangrijke rol had gespeeld als verzamelplaats, en niet alleen bij de gebeurtenissen waarbij de volksmenner op de voorgrond trad. Jacob Van Artevelde was de ‘wijze man’ van Gent en koos tijdens de Honderdjarige Oorlog de zijde van Engeland. De boycot van de Engelse wolinvoer hief hij op, om zo de lakennijverheid, welke de belangrijkste kostwinning van de stad was, te kunnen sparen. De drie steden Gent, Ieper en Brugge huldigden de Engelse koning Eduard III op de Vrijdagmarkt als "koning van Frankrijk". Maar Eduard III kwam zijn beloften aan Jacob Van Artevelde niet na en de Gentse leider werd vermoord door de wevers. Toch wordt Gent eeuwen later de "Arteveldestad" genoemd.
Op de sokkel van het standbeeld staan de wapenschilden van de diverse gilden. De drie beeldhouwwerken onder Jacob van Artevelde stellen de verdragen voor die hij afsloot: het Verbond tussen Vlaanderen, Brabant en Henegouwen, het Verbond tussen Vlaanderen en Engeland en het Verbond tussen Gent, Brugge en Ieper.

## Het Toreken, oudste gebouw van de Vrijdagmarkt

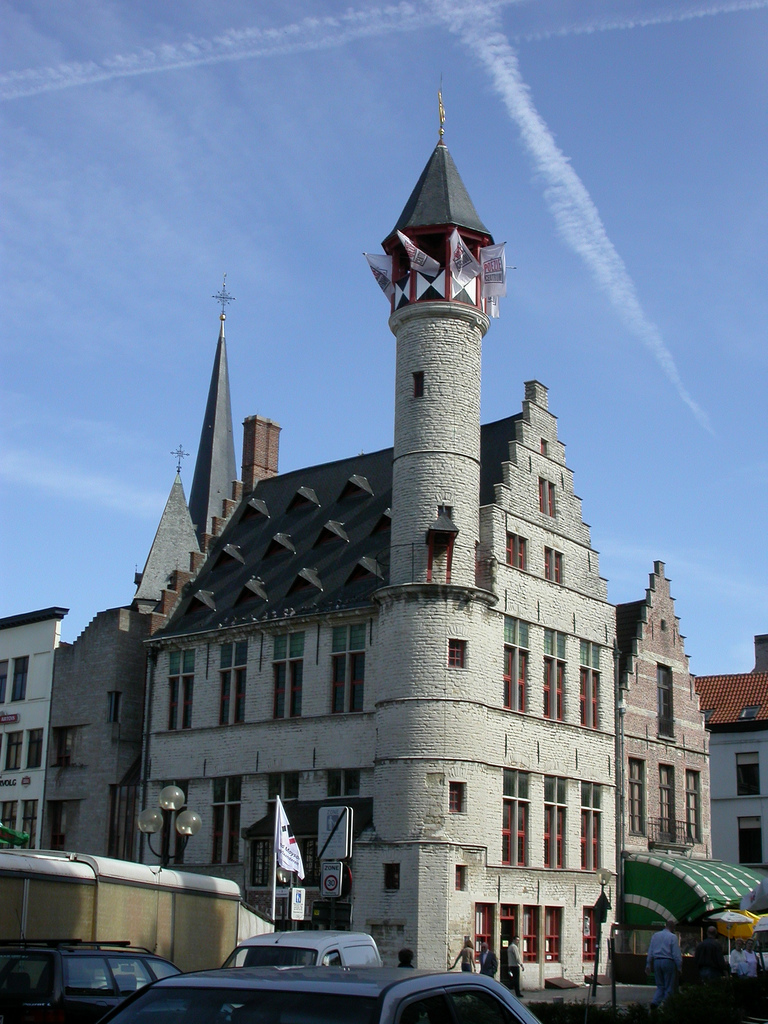
Het Toreken

Activiteiten op de Vrijdagmarkt in Gent, met 'Het Toreken,' aan de linkerzijde - Alfons de Cuyper

Als oudste gebouw van de Vrijdagmarkt kan het Toreken een beeld oproepen, zoals het er in de middeleeuwen moet hebben uitgezien. Het Toreken, eertijds het gildehuis van de huidevetters, dateert uit de tweede helft van de vijftiende eeuw en werd opgetrokken in gotische stijl met een trapgevel in de Kammerstraat en een traptorentje als herkenningspunt. De gevels zijn eenvoudig, en enkel versierd met waterlijsten. De ramen hebben kruiskozijnen. Het dak is een zadeldak tussen twee trapgevels. De ronde spietoren, die eerder voor het prestige dan om praktische redenen werd toegevoegd, heeft een klein platform op halve hoogte. Daarop rijst een dunner gedeelte op, dat bekroond wordt door middel van een achthoekige uitkijkpost. In 1540 maakte keizer Karel een einde aan de macht van de gilden. Het Toreken werd eigendom van particulieren die het regelmatig opnieuw indeelden en verbouwden. In 1883 kwam het in handen van de stad Gent die het verhuurde. Vanaf de Tweede Wereldoorlog stond het gebouw leeg, wat het verval sterk heeft beïnvloed. Na een grondig vooronderzoek werd het gebouw tussen 1978 en 1983 gerestaureerd. De restauratie, waarbij een aantal nieuwe technieken werden toegepast, gold als voorbeeld voor vele latere restauraties in de stad. Aan het 'Toreken' hangt vandaag nog steeds de marktklok, die de aanvang van de markt aankondigde en een ring die in dezelfde periode fungeerde als schandpaal en waaraan afgekeurde lakens werden gehangen. Helemaal bovenaan torent in de plaats van een windhaan de meermin Melusine met haar spiegel. In het Toreken is ook het Poëziecentrum van Gent gevestigd met een documentatiecentrum over poëzie, bibliotheek, en winkel. En van hieruit begint de poeziëroute. Op de Vrijdagmarkt staan ook de historische panden De Bonte Mantel, het Lakenmetershuis en het Tooghuis.

## De Bond Moyson en Ons Huis

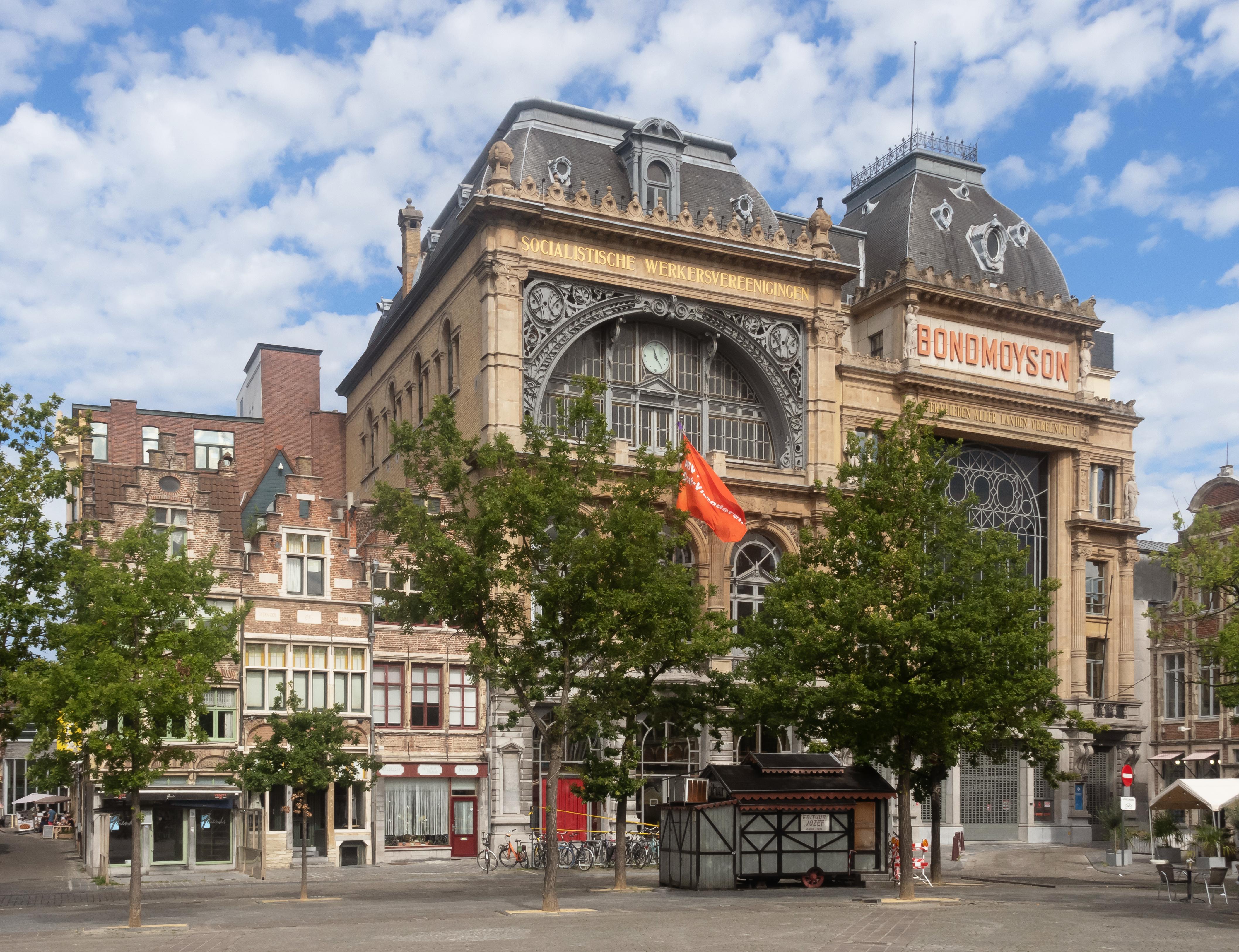
Vrijdagmarkt Bond Moyson

In de noordelijke hoek van de Vrijdagmarkt staan twee imposante gebouwen van de socialistische beweging, De Bond Moyson en Ons Huis. Momenteel huizen hier de socialistische mutualiteit, Bond Moyson en geledingen van het ABVV (in Ons Huis). Het gebouw van de Bond Moyson dateert uit 1899, Ons Huis uit 1902. Oorspronkelijk huisvestte de Bond Moyson allerlei winkels van de Gentse coöperatieve Vooruit. In die tijd stond het gebouw bekend onder de naam Groote Magazijnen. Via de coöperatieve konden hier allerlei waren aangekocht worden zoals stoffen, schoenen en kruiden. Later werd het gebouw omgebouwd tot kantoren en ging het rijke art-nouveaubinnenwerk verloren. De coöperatieven openden ook op andere locaties bijhuizen. Vandaag is de belangrijkste overlevende coöperatieve apothekersgroep COOP, met voornamelijk vestigingen in het Gentse maar ook in de rest van Oost-Vlaanderen en West-Vlaanderen.
In Ons Huis werden de studie-, vergader- en ontspanningsactiviteiten georganiseerd. Op de benedenverdieping was er lange tijd een café, boven waren (zijn) er vergaderzalen, een bibliotheek en een feestzaal waar ook theatervoorstellingen werden georganiseerd. In de jaren 30 werd een bijkomende vleugel aangebouwd met verbinding naar de Meerseniersstraat. Beide gebouwen ondergingen in de loop der jaren tal van verbouwingen. Bond Moyson herbergt momenteel allerlei diensten van socialistische mutualiteit Oost-Vlaanderen. Ons Huis biedt onderdak aan het gewest ABVV Oost-Vlaanderen, de regionale werkloosheidsdienst van het ABVV, de bediendencentrale BBTK, ABVV Metaal Oost-Vlaanderen, TKD (textiel, kleding, diamant), Horval (voeding en horeca), ondersteunende diensten van het ABVV.